# Tombe de Pavle Stojković à Niš
La tombe de Pavle Stojković à Niš (en serbe cyrillique : Гробница са бистом Павла Стојковића у Нишу ; en serbe latin : Grobnica sa bistom Pavla Stojkovića u Nišu) se trouve à Niš, dans la municipalité de Palilula et dans le district de Nišava, en Serbie. Elle est inscrite sur la liste des monuments culturels protégés de la République de Serbie (identifiant no SK 683),,.

## Présentation
La tombe et le monument de Pavle Stojković (1880-1943) sont situés dans le Vieux cimetière de Niš. Le monument a été décoré en 1959.
Pavle Stojković a été le premier président de la « municipalité communiste » de Niš de 1920 à 1921 et il est considéré comme une personnalité importante du mouvement ouvrier dans l'entre-deux-guerres. La dépouille de Pavle Stojković a été enterrée à Niš après la libération. Le monument, placé sur un haut piédestal, est en marbre blanc ; sur ce piédestal se trouvent les bustes de Pavle et de sa femme ; ces bustes sont l'œuvre du sculpteur Sreten Danilović.